# El mal invisible
El mal invisible és un thriller, creat per Lluís Arcarazo i dirigit per Marta Pahissa. La sèrie va ser emesa en primícia per Televisió de Catalunya i els drets mundials d'emissió foren de The Mediapro Studio. L'abril de 2024 es va anunciar la sèrie i a l'agost del mateix any es finalitzà el rodatge. És protagonitzada per David Verdaguer i Ángela Cervantes. La sèrie es va estrenar el 24 de març de 2025 en exclusiva a TV3 i 3Cat. Posteriorment es va estrenar a la plataforma d'streaming Disney+ el 30 de maig de 2025.

## Argument
La història prové d'un cas real. A finals d'abril del 2020, durant el confinament per la covid-19, la policia va detenir un home acusat d'assassinar diversos indigents als carrers de Barcelona. Els protagonistes del relat seran els agents d'homicidis que portaven la investigació, el seu entorn personal més proper i aquells que vivien pels carrers de la ciutat sense possibilitat de fugir-ne.

## Repartiment

### Principal
- David Verdaguer com a Quique Molina
- Ángela Cervantes com a Marga Muñoz
- Melina Matthews com a Elena Maertens
- Roger Guitart com a Max Vilana Maertens
- Victoria Kantch com a Rebeca
- Àlex Brendemühl com a Quim Vilana

### Secundari
- Cristina Genebat com a Judith Hoffman
- Paco Sarro com a Vicent Chamorro
- Marius Praniauskas com a Jonas Jankauskas "Guiri"
- Mohamed Azyane com a Imad Massoud (Episodi 1 - Episodi 2)
- Martín Aslan com Ramón Alfaro "Filldeputa"
- Mireia Ros com a Allende
- David Bagés com a Planas
- Dafnís Balduz com a Carlos "Carlitos" (Episodi 1; Episodi 3)
- Milo Taboada com a Pazos
- Nico Conde
- Carolina Meijer com a Ingrid
- Tamara Ndong Bielo (Episodi 1 - Episodi 2)
- Nia Tosas com a Lluna
- Alberto da Sinda
- Xavier Casbas
- Pere Costa com a Toni (Episodi 1)
- Xavier Pàmies (Episodi 1 - Episodi 2)
- Giovanni Peixoto com a César Galves
- Jaime González (Episodi 1)
- Marta Fusalba (Episodi 1)
- Aravino Tm (Episodi 1)
- Ramon Pujol com a Jordi Vargas "Jota" (Episodi 2)
- Patrícia Bargalló com a Jutge Comas (Episodi 2 - Episodi 3)
- Rosa Boladeras (Episodi 2 - Episodi 3)
- Ivan Benet (Episodi 2 - Episodi 3)
- Mercè Martínez com a Aurora "Auri" (Episodi 2 - Episodi 3)
- Biel Costa (Episodi 2 - Episodi 3)
- Lanss Manga (Episodi 2 - Episodi 3)
- Carmen Vilao (Episodi 2)
- Eduardo Castresana (Episodi 2)
- Elena Fortuny com a Marta Canals (Episodi 3)
- Enric Arquimbau com a Juanjo (Episodi 3)
- Jordi Borràs (Episodi 3)
- Txema Alabert (Episodi 3)
- Edu Gibert (Episodi 3)
- Kike Salgado (Episodi 3)
- Ángel Roldán (Episodi 3)
- David Borotau (Episodi 3)
- Wini Vanrespaille (Episodi 3)

## Episodis

### 1a Temporada
| Núm. total | Núm. de la temporada | Títol                   | Direcció      | Guió                                            | Data d'emissió original | Espectadors (milions) |
| ---------- | -------------------- | ----------------------- | ------------- | ----------------------------------------------- | ----------------------- | --------------------- |
| 1          | 1                    | «Estat d'alarma»        | Marta Pahissa | Lluís Arcarazo, Guillermo Cisneros i Maria Jaén | 24 de març de 2025      | 317.000 (16,1%)       |
| 2          | 2                    | «L'home invisible»      | Marta Pahissa | Lluís Arcarazo, Guillermo Cisneros i Maria Jaén | 24 de març de 2025      | 246.000 (15,3%)       |
| 3          | 3                    | «El tercer home»        | Marta Pahissa | Lluís Arcarazo, Guillermo Cisneros i Maria Jaén | 31 de març de 2025      | 237.000 (12%)         |
| 4          | 4                    | «Operació sleepers»     | Marta Pahissa | Lluís Arcarazo, Guillermo Cisneros i Maria Jaén | 7 d'abril de 2025       | 290.000 (15,7%)       |
| 5          | 5                    | «La nit del caçador»    | Marta Pahissa | Lluís Arcarazo, Guillermo Cisneros i Maria Jaén | 14 d'abril de 2025      | 265.000 (14,2%)       |
| 6          | 6                    | «La cacera»             | Marta Pahissa | Lluís Arcarazo, Guillermo Cisneros i Maria Jaén | 21 d'abril de 2025      | 258.000 (15,5%)       |
| 7          | 7                    | «La mort d'un ciclista» | Marta Pahissa | Lluís Arcarazo, Guillermo Cisneros i Maria Jaén | 5 de maig de 2025       | 267.000 (13,5%)       |
| 8          | 8                    | «Rebeca»                | Marta Pahissa | Lluís Arcarazo, Guillermo Cisneros i Maria Jaén | 5 de maig de 2025       | 243.000 (17,8%)       |